# Leen Jongewaard
Leendert (Leen) Jongewaard (Amsterdam, 30 maart 1927 – Nice, 4 juni 1996) was een Nederlands acteur en zanger die vooral bekendheid genoot door zijn optreden in de televisieseries Ja zuster, nee zuster, 't Schaep met de 5 pooten en Citroentje met suiker en door zijn vertolkingen van liedjes zoals In een rijtuigje, Op een mooie Pinksterdag en M'n opa.

## Biografie
Leen Jongewaard werd op 30 maart 1927 in de Amsterdamse Rozenstraat geboren als jongste in een gezin van acht jongens en een meisje. Zijn vader was visboer en hoofdofficier bij het Leger des Heils. Aan het begin van de Tweede Wereldoorlog overleed zijn moeder, waarna Jongewaard in het Haags Hervormd weeshuis in Den Haag terechtkwam, waar zijn oudste broer (Cornelis) werkzaam was. In 1942 kwam hij terug bij zijn vader. Zijn oudere broers zaten in Duitsland. Hij bezocht de Grafische School en had daar een vriendje met wie hij veel naar de bioscoop en soms het theater ging.  
In 1947 zag Jongewaard samen met zijn vriend een voorstelling van de hem nog totaal onbekende Wim Kan in het Leidsepleintheater en was daar erg van onder de indruk. Hij richtte het amateurcabaret De Kijkdoos op. Hier deed ook een meisje genaamd Adèle Hameetman (later genaamd Adèle Bloemendaal) aan mee. Hij zou in latere jaren nog vaker met haar samenwerken. In die tijd werkte hij ook als kelner, jeugdwerker, boekbinder en had diverse baantjes in fabrieken. In het begin van de jaren 50 werd hij ontdekt door de directie van de toneelgroep Puck (van Egbert van Paridon) en in 1953 maakte hij daar zijn debuut als beroepsacteur. Puck (later Centrum genaamd) bracht tientallen stukken op de planken. Jongewaard zou elf jaar aan de groep verbonden blijven. 
Zijn televisiedebuut maakte hij in februari 1959 in het door Mies Bouhuys geschreven en geregisseerde kinderprogramma Tinkeltje, dat na elf afleveringen werd omgedoopt in Varen is fijner dan je denkt. De serie werd iedere woensdagmiddag uitgezonden en ging over meneer King (Piet Römer) die met zijn schip 'De Krikkemikke' allerlei avonturen beleefde. Jongewaard speelde in deze serie o.a. de Eskimo, agent De Reus en de rol van Lo Flodder. Op 28 november 1959 startte een nieuwe vierwekelijkse kinderserie van Mies Bouhuys, genaamd Het mannetje op zolder. Hierin was Jongewaard de enige acteur, die kijkend vanuit zijn zolderraam de kinderen over zijn belevenissen vertelde. Beide series stopten in mei 1960 plotseling toen Mies Bouhuys vertrok bij de AVRO. Op 20 april 1961 werd door de VPRO het tv-spel Mijn hart is in het Hoogland uitgezonden (een tv-bewerking van een verhaal van de Amerikaanse schrijver William Saroyan). Jongewaard had hierin de kleine rol van krantenbezorger, maar werd geprezen om zijn goede acteerspel.
Vanaf 1959 tot 1962 werkte hij ook mee aan radiocabaret Minerva VI - De Wilde Vaart. Dit was een populair radiocabaret van Jelle de Vries, waaraan naast Jongewaard ook Enny Mols-de Leeuwe, Conny Stuart, Herbert Joeks, Andrea Domburg, Christel Adelaar, Guus Verstraete, Coen Flink en Dick Doorn meewerkten. Jongewaard had de rol van matroos in dit cabaret en zong Jordaanse liedjes. Van 1961 tot mei 1964 speelde hij de hoofdrol in de populaire jeugdserie Flip de Tovenaarsleerling van Bob Verstraete. Jongewaard raakte hierdoor bekend bij het grote publiek en werd vereenzelvigd met de rol.
In 1963 werd hij door Wim Ibo gevraagd om een cabaretliedje (Huisproblemen) te komen zingen in Ibo's nieuwe programma Mens durf te leven. Ibo had hem in 1962 zien zingen in Mensen, hee mensen, een musical van Walter Kous en Mies Bouhuys. Door het zingen van het cabaretliedje kwam het tv-publiek in aanraking met een tot dan toe nog vrij onbekend talent van Jongewaard. 

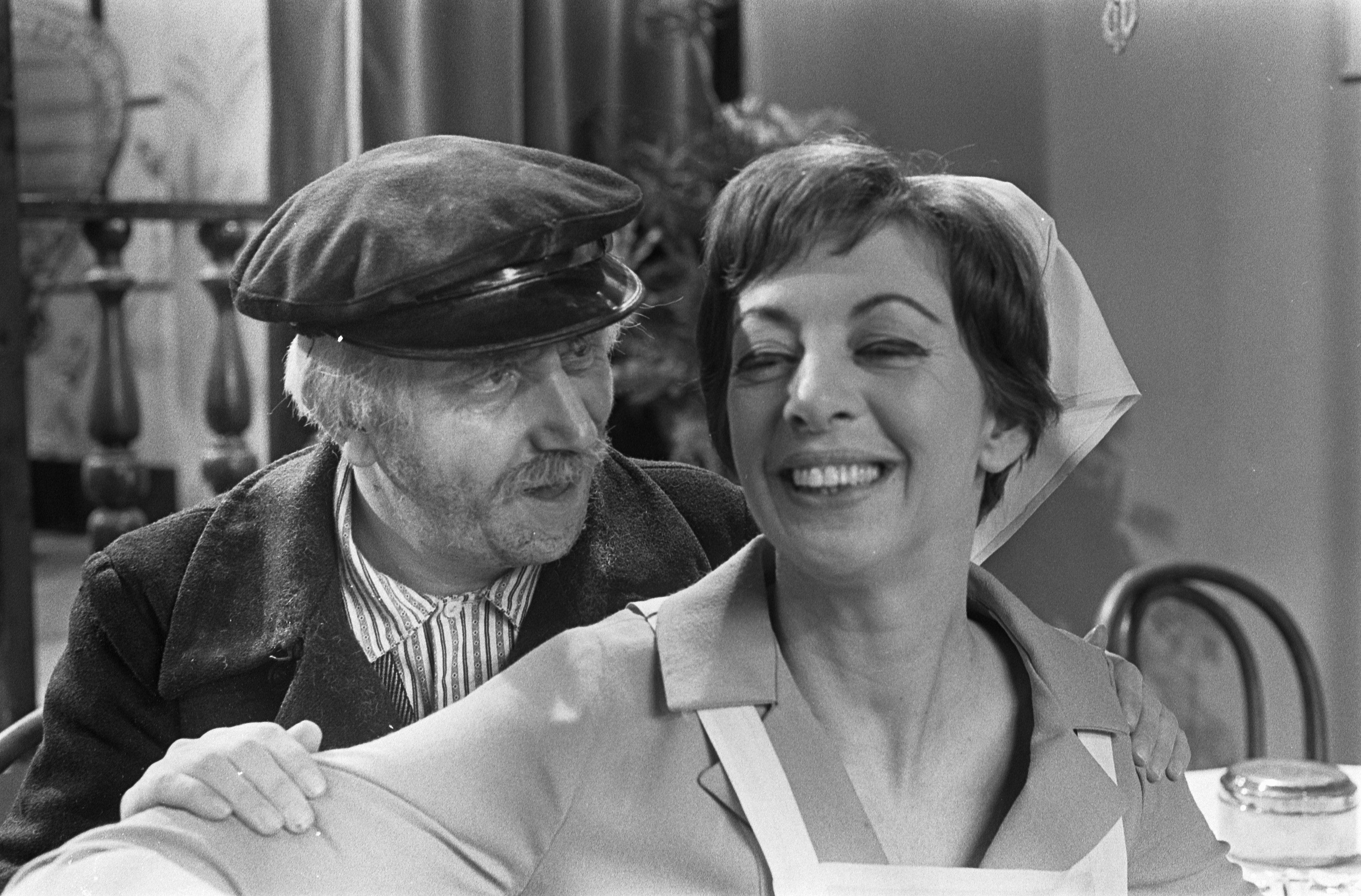
Leen Jongewaard als opa en Hetty Blok als zuster Klivia in Ja zuster, nee zuster

In het najaar van 1964 vertrok Jongewaard bij toneelgroep Centrum en verbond zich aan cabaret Lurelei, waarin o.a. Eric Herfst, Jasperina de Jong en Sylvia de Leur optraden. Hij wilde na al die jaren toneel de overstap naar cabaret maken. In het Lurelei-programma "Wij Lurelei - een onverkwikkelijke bestseller" had hij een solonummer (Het moderne repertoire). Een ander bekend nummer uit het programma was  Botanisch twistgesprek, dat hij samen met Sylvia de Leur opvoerde. Toen hij net gestart was bij Lurelei kreeg Jongewaard echter het aanbod in het najaar van 1965 in de musical Heerlijk duurt het langst van Annie M.G. Schmidt te komen spelen. Conny Stuart, die de hoofdrol zou spelen en Jongewaard nog kende van radiocabaret De Wilde Vaart, had hem aanbevolen. Na één seizoen bij Lurelei vertrok hij er weer. Vervolgens vervulde hij in Heerlijk duurt het langst op succesvolle wijze de rol van kruidenier Kees Bloem. Een bekend nummer van hem uit deze musical is Kom Kees.
Heerlijk duurt het langst liep tot eind april 1967, maar tijdens de tournee van de musical schreef Annie M.G. Schmidt al aan een nieuwe comedyserie: Ja zuster, nee zuster met Hetty Blok in de rol van zuster Klivia en Jongewaard in de beroemd geworden dubbelrol van inbreker Gerrit en diens opa. De serie kwam vanaf september 1966 op het scherm. Blok en Jongewaard waren de enige solisten in dit programma die echt konden zingen. Bekende liedjes hieruit, waarin hij meedeed, waren M'n opa, In een rijtuigje (met Wim Sonneveld), Duifies, De oude Jacob en Ik krijg het weer. De serie zou twee jaar lopen. Ook zong hij samen met Hetty Blok in deze periode liedjes voor radioreclamespotjes voor het sigarettenmerk Golden Fiction. In deze tijd keerde Jongewaard ook weer terug naar toneelgroep Centrum en speelde in de televisieserie Jozefien. Hij won de Gouden Televizierring van 1967 voor tv-persoonlijkheid van het jaar. 
In het najaar van 1969 ging de musical De Kleine Parade in première - een door Wim Sonneveld gemaakte bewerking van het gelijknamige boek van Henriëtte van Eyk. Jongewaard speelde de rol van Hein, de zilverman en de rol van Tom Ankerblom. Als opvulling van de periode tot de start van deze musical, trok Jongewaard begin 1969 rond met de Leen Jongewaard Show (ondertitel: Leen al-leen). Jongewaard zong hierin amusementsliedjes en had als gastartiesten Jerry Rix, Rob van Houten en goochelaar Fred Kaps. Het was geen groot succes; velen zagen hem nog als Opa uit Ja zuster, nee zuster en een ander deel van het publiek verwachtte echt cabaret. Na nog geen drie maanden stopte Jongewaard al met de show. 
In oktober 1969 startte ook een muzikale tvserie over een Jordanees buurtcafé: 't Schaep met de 5 pooten. Jongewaard speelde de rol van barkeeper Lucas Blijdschap. De andere twee hoofdrollen waren voor Adèle Bloemendaal en Piet Römer. De serie kende een groot succes bij het publiek maar stopte na acht afleveringen, o.a. wegens problemen achter de schermen tussen schrijver en producent. Bekende klassiekers waren We benne op de wereld om mekaar te helpen, nietwaar?, Als je mekaar niet meer vertrouwen kan en Het zal je kind maar wezen. Jongewaard speelde nog altijd verder in De Kleine Parade en maakte in 1971 met Adèle Bloemendaal het cabaretprogramma Kijktaarna.  

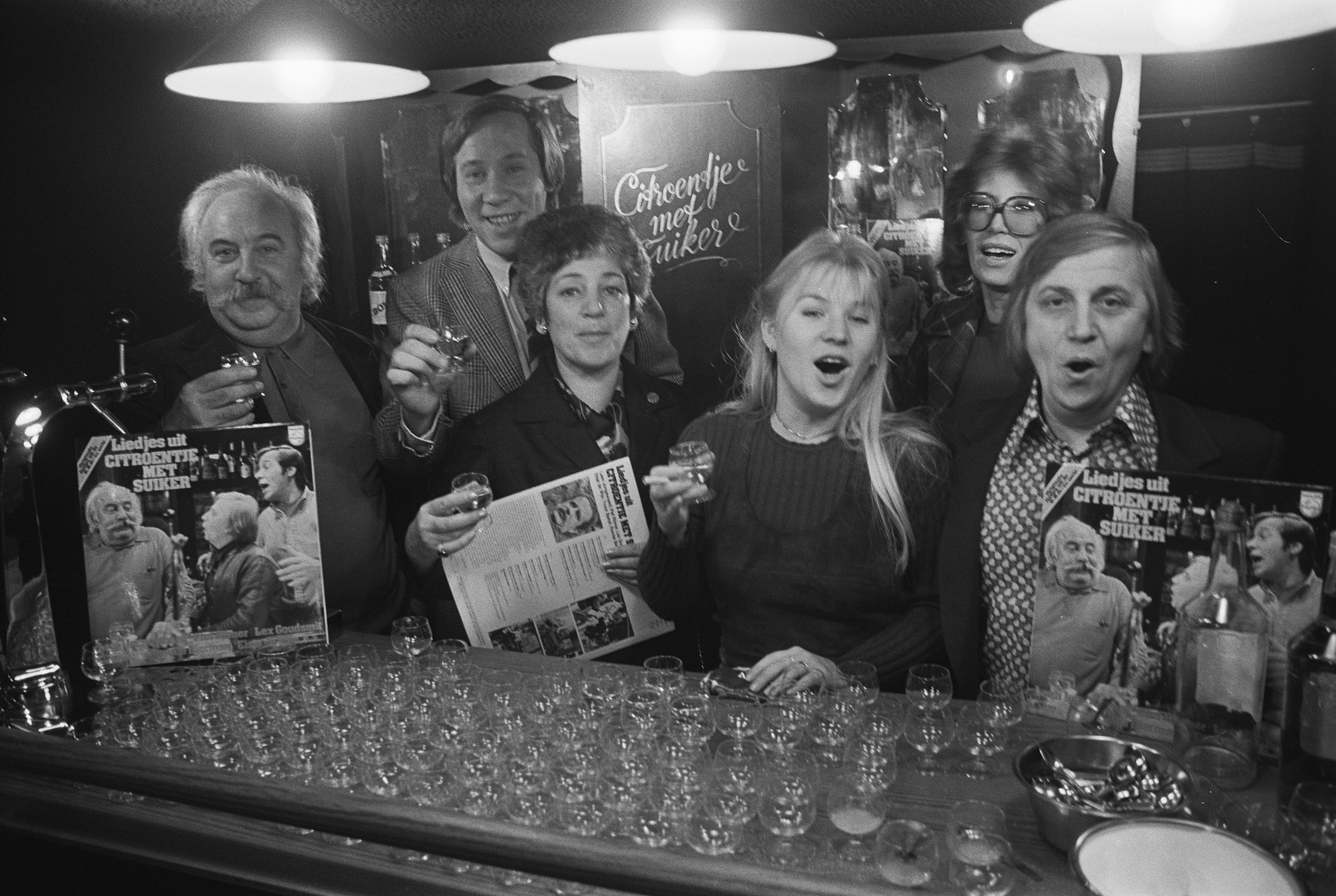
Citroentje met suiker

Eind 1971 verscheen een nieuwe tv-serie van Eli Asser op het scherm: Citroentje met suiker. De serie ademde bewust de sfeer van het Schaep met de 5 pooten en Jongewaard speelde weer een hoofdrol, samen met Lex Goudsmit en Piet Römer (Adèle Bloemendaal ontbrak in eerste instantie). De serie was minder succesvol dan zijn voorloper. In deze periode speelde Jongewaard ook een kleine rol in de bekende jeugdserie Kunt u mij de weg naar Hamelen vertellen, mijnheer?. Midden jaren 70 was Jongewaard ook in films te zien en werkte hij mee aan De engel van Amsterdam, een musical ter gelegenheid van het 700-jarig bestaan van Amsterdam met in de hoofdrol Jasperina de Jong. 
Eind jaren 70 werkte Jongewaard mee aan een reeks van allerlei kleinere tv-shows, toneelstukken en jeugdfilms. In 1978 ontmoette hij tijdens de repetities voor de musical Swingpop (van Seth Gaaikema) de zanger Robert Long. Jongewaard was al een aantal jaren geraakt door liedjes van Long en toen de kans zich voordeed om samen in een productie te staan, greep Jongewaard die. Ze hadden al snel een klik met elkaar. Swingpop was geen succes, maar Long had al plannen voor een theatershow en vroeg Jongewaard om met hem hierin samen te werken. In het najaar van 1979 ging Duidelijk zo? in première. In dit programma behandelden zij tal van onderwerpen die hun na aan het hart lagen, zoals homoseksualiteit, geloof en maatschappelijke misstanden. In de seizoenen 1981-1982 en 1983-1984 brachten Jongewaard en Long nog twee theatershows, Tot hiertoe (heeft de Heere ons geholpen) en En het was nog lang onrustig in de stad. De laatste show liep niet bijzonder goed en beiden wilden hierna toch weer een andere kant op. 
Jongewaard had al kleine rollen gehad in enkele Nederlandse speelfilms en zou eind 1984 opnieuw in een musical staan: Pingping van Annie M.G. Schmidt. Jongewaard had al een tijdje allerlei lichamelijke en psychische klachten en een paar maanden na de première raakte hij overspannen. Hij moest de rol in de musical noodgedwongen opgeven. Na bijna twee jaar rust werkte hij mee aan de verfilming van de roman Op hoop van zegen van Herman Heijermans en stond daarna met o.a. Mary Dresselhuys in 1987 op de planken met het toneelstuk Een bijzonder prettig vergezicht. Ook tijdens dit stuk moest hij wegens ziekte halverwege afhaken. Begin 1988 werd hij vanwege een hartinfarct in het ziekenhuis opgenomen. De jaren hierna keerde Jongewaard af en toe terug met (bij)rolletjes in films of tv-series, maar verder bleef hij in de luwte.

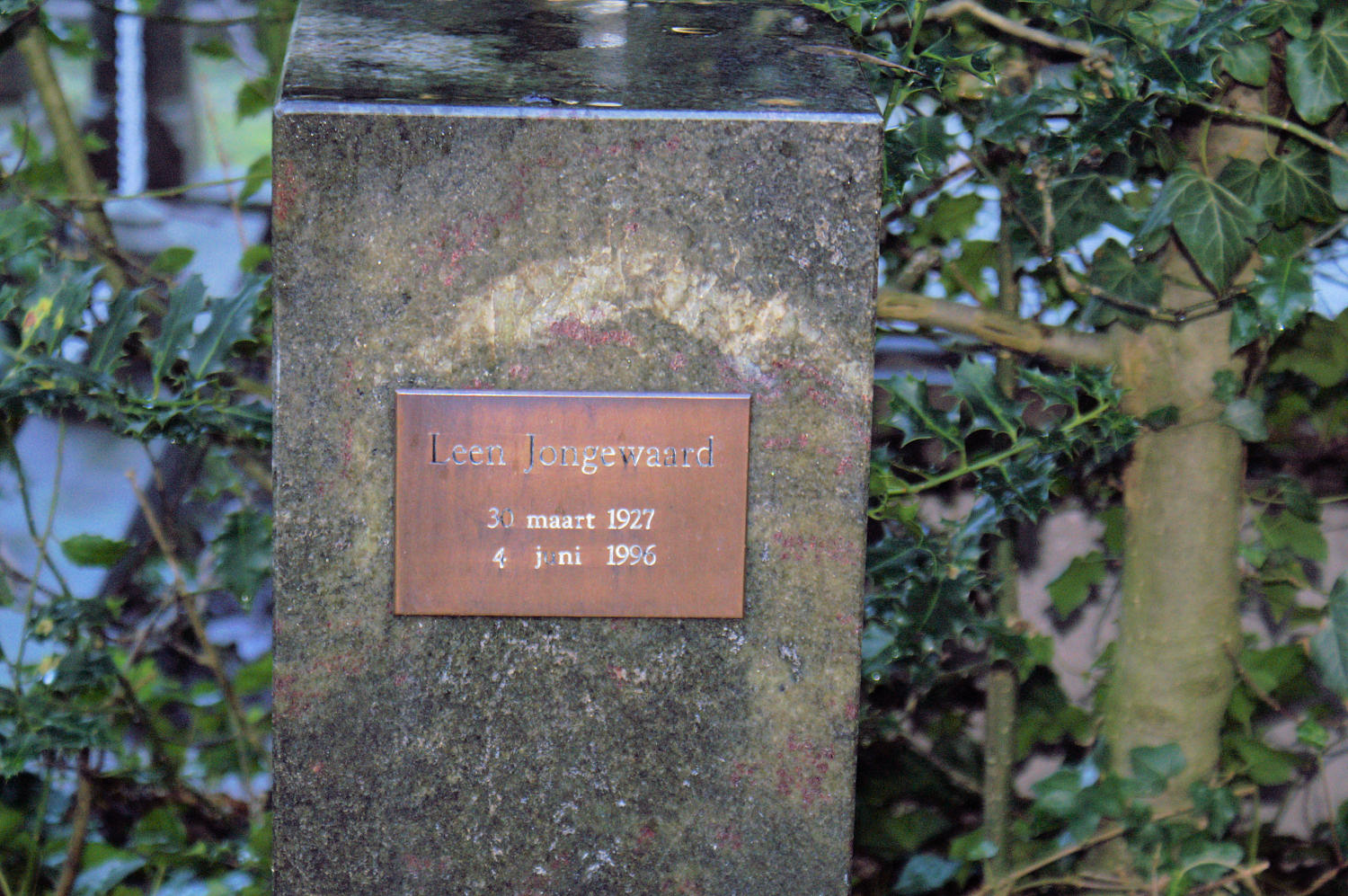
graf van Leen Jongewaard

Leen Jongewaard overleed op 4 juni 1996 tijdens zijn vakantie in Frankrijk aan een hartaanval. Hij werd begraven op Zorgvlied. Leen Jongewaard was jarenlang de levenspartner van Barrie Stevens. Zij kenden elkaar al sinds de samenwerking in de musical Heerlijk duurt het langst in de jaren 60.
In de musical Robert Long die in december 2015 in première ging, werd de rol van Leen Jongewaard vertolkt door Jeremy Baker.

## Prijzen
- 1967 - de Gouden Televizier-Ring voor Ja zuster, nee zuster
- 1970 - de Gouden Televizier-Ring voor 't Schaep met de 5 pooten
- 1979 - de Johan Kaartprijs namens de Stichting ter bevordering van de Blijspel-Klucht-Kunst

## Discografie

### Albums
| Album met eventuele hitnotering(en) in de Nederlandse Album Top 100         | Datum van verschijnen | Datum van binnenkomst | Hoogste positie | Aantal weken | Opmerkingen                                                     |
| --------------------------------------------------------------------------- | --------------------- | --------------------- | --------------- | ------------ | --------------------------------------------------------------- |
| Leen al-leen - Philips 844 044 PY                                           | 1967                  |                       |                 |              |                                                                 |
| Liedjes uit 't Schaep met de 5 pooten - Philips 861 820 LCY (TV soundtrack) | december 1969         | 14-2-1970             | 2               | 10           | met Piet en Adèle                                               |
| Nieuwe liedjes uit 't Schaep met de 5 pooten - Philips 6402 004             | 1970                  |                       |                 |              | met Piet en Adèle                                               |
| Liedjes uit Citroentje met suiker - Philips 6410 052                        | 1972                  |                       |                 |              | met Piet en Adèle                                               |
| Ik dans met de gans en ik trouw met de pauw - Philips 9289 003              | 1975                  |                       |                 |              | met Hetty Blok                                                  |
| Leen is alive - EMI 1A 062 26602                                            | 1981                  |                       |                 |              | met medewerking van Robert Long, Teksten en Muziek: Robert Long |

### Singles
| Single met eventuele hitnotering(en) in de Nederlandse Top 40 | Datum van verschijnen | Datum van binnenkomst | Hoogste positie | Aantal weken | Opmerkingen                    |
| ------------------------------------------------------------- | --------------------- | --------------------- | --------------- | ------------ | ------------------------------ |
| Jij bent het mooiste meisje                                   | 1963                  |                       |                 |              |                                |
| M'n opa                                                       |                       | 18-3-1967             | 15              | 13           | met Hetty Blok                 |
| Op een mooie Pinksterdag                                      |                       | 29-4-1967             | 9               | 23           | met André van den Heuvel       |
| Duifies, duifies                                              | 1967                  |                       |                 |              |                                |
| Schipbreukeling                                               | 1967                  |                       |                 |              |                                |
| Wil u een stekkie?                                            |                       | 11-11-1967            | tip             |              | met Hetty Blok                 |
| De ouwe Jacob                                                 |                       | 2-12-1967             | 16              | 7            |                                |
| De schuld van het kapitaal                                    |                       | 16-12-1967            | tip             |              |                                |
| Petrus vraagt niet                                            | 1968                  |                       |                 |              |                                |
| In een rijtuigje                                              |                       | 23-3-1968             | 12              | 6            | met Wim Sonneveld              |
| Grote problemen                                               | 1968                  |                       |                 |              |                                |
| We zijn op de wereld om mekaar te helpen                      |                       | 15-11-1969            | 6               | 10           | met Piet en Adèle              |
| Het zal je kind maar wezen                                    |                       | 3-1-1970              | 5               | 11           | met Piet en Adèle              |
| Als je mekaar niet vertrouwen kan                             |                       | 28-3-1970             | 16              | 4            | met Piet en Adèle              |
| Als je maar gezond bent                                       |                       | 6-6-1970              | tip             |              | met Piet en Adèle              |
| Lieve Heer doe mij een lol                                    |                       | 13-2-1971             | 34              | 2            |                                |
| Je mottermee leren leven                                      |                       | 18-11-1972            | tip             |              | met Piet Römer en Lex Goudsmit |
| Ozewiezewo                                                    | 1973                  |                       |                 |              |                                |
| Geld                                                          | 1974                  |                       |                 |              | met diverse artiesten          |
| Leidseplein                                                   | 1977                  |                       |                 |              |                                |
| Die fijne Jordaan                                             | 1981                  |                       |                 |              |                                |

### NPO Radio 2 Top 2000
| Nummers met noteringen in de NPO Radio 2 Top 2000   | '99  | '00 | '01  | '02 | '03  | '04-'05 | '06  |
| --------------------------------------------------- | ---- | --- | ---- | --- | ---- | ------- | ---- |
| M'n opa (met Hetty Blok)                            | -    | -   | 1748 | -   | -    | -       | -    |
| Op een mooie Pinksterdag (met André van den Heuvel) | 1067 | -   | 1324 | -   | 1888 | -       | 1918 |

1. ↑  Een '-' betekent dat het nummer niet was genoteerd en een vetgedrukt getal geeft de hoogste notering van een nummer aan.
2. ↑  Deze tabel is bijgewerkt tot en met de laatst bekende editie (2024).

- Gemeinsame Normdatei: 1167454863
- International Standard Name Identifier: 0000 0001 3094 2304
- MusicBrainz: e75ca6c0-1239-4f40-8149-5669adf943e4
- Nederlandse Thesaurus van Auteursnamen: 073840866
- Virtual International Authority File: 284315171
- WorldCat: E39PBJjXhtPhkgRC8x73Fvw3cP